# Her Friend, the Doctor (film 1912)
Her Friend, the Doctor è un cortometraggio muto del 1912 diretto da Al Christie che avrebbe girato un altro Her Friend, the Doctor nel 1916 sempre prodotto dalla Nestor Film Company.

## Trama
Il dottore è una bella ragazza che infrange molti cuori tra i cowboy del ranch.

## Produzione
Il film fu prodotto dalla Nestor Film Company.

## Distribuzione
Distribuito dall'Universal Film Manufacturing Company, il film - un cortometraggio di una bobina - uscì nelle sale cinematografiche statunitensi il 18 ottobre 1912.